# Autoestrada A10 (Itália)
A Autoestrada A10 (também conhecida como Autostrada dei Fiori, ou ainda AutoFiori) é uma autoestrada no norte da Itália que conecta Gênova a Ventimiglia, passando por Savona e Imperia. É também pertencente à rede de estradas europeias, fazendo parte do traçado da E80.

## História
O trecho Gênova-Savona foi inaugurado em 5 de setembro de 1967, enquanto que o segmento Savona-Ventimiglia foi aberta em 6 de novembro de 1971.
É administrada por duas empresas concessionárias distintas: de Gênova a Savona a empresa Autostrade per l'Italia S.p.A., e de Savona à fronteira com a França, a empresa Autostrada dei Fiori S.p.A.

## Rota
| A10 GENOVA - VENTIMIGLIA Autostrada dei Fiori |                                                              |       |       |           |                  |
| Tipo                                          | Saída                                                        | ↓km↓  | ↑km↑  | Província | Estrada Europeia |
|                                               | Milano Livorno Genova Sampierdarena                          | 0     | 158,1 | GE        |                  |
|                                               | Genova Aeroporto                                             | 2     | 156   | GE        |                  |
|                                               | Genova Pegli                                                 | 6     | 152   | GE        |                  |
|                                               | Genova Voltri                                                | 11    | 147   | GE        |                  |
|                                               | Alessandria - Gravellona Toce                                | 13    | 145   | GE        |                  |
|                                               | Area parcheggio "Terrarossa Sud"                             |       | 140,3 | GE        |                  |
|                                               | Arenzano                                                     | 20    | 138   | GE        |                  |
|                                               | Area Servizio "Piani d'Invrea"                               | 26    | 132   | SV        |                  |
|                                               | Varazze                                                      | 27    | 131   | SV        |                  |
|                                               | Celle Ligure                                                 | 32    | 126   | SV        |                  |
|                                               | Albisola                                                     | 36    | 120   | SV        |                  |
|                                               | Area Servizio "S.Cristoforo"                                 | 42    | 116   | SV        |                  |
|                                               | Complanare Savona Torino Savona Area Servizio "Aurelia Sud"  | 44    | 113   | SV        |                  |
|                                               | Area Servizio "Valleggia Nord"                               |       |       | SV        |                  |
|                                               | Spotorno                                                     | 52    | 106   | SV        |                  |
|                                               | Area Servizio "Borsana Sud"                                  |       |       | SV        |                  |
|                                               | Area parcheggio "Borsana Nord"                               | 55,7  |       | SV        |                  |
|                                               | Area parcheggio "Feglino Sud"                                |       | 100   | SV        |                  |
|                                               | Feglino                                                      | 60    | 99    | SV        |                  |
|                                               | Area parcheggio "Aquila Sud"                                 |       | 98,7  | SV        |                  |
|                                               | Finale Ligure                                                | 63    | 95    | SV        |                  |
|                                               | Pietra Ligure                                                | 68    | 90    | SV        |                  |
|                                               | Borghetto Santo Spirito                                      | 72    | 86    | SV        |                  |
|                                               | Area parcheggio "Piccaro Nord"                               | 75,5  |       | SV        |                  |
|                                               | Area Servizio "Ceriale"                                      | 77    | 81    | SV        |                  |
|                                               | Albenga                                                      | 81    | 77    | SV        |                  |
|                                               | Andora                                                       | 93    | 65    | SV        |                  |
|                                               | Area Servizio "Rinovo"                                       | 95    |       | SV        |                  |
|                                               | Area parcheggio "Valle Chiappa"                              | 98.1  |       | SV        |                  |
|                                               | Area Servizio "Valle Chiappa"                                |       | 60    | SV        |                  |
|                                               | San Bartolomeo al Mare                                       | 104   | 58    | IM        |                  |
|                                               | Area parcheggio "Gorleri Est"                                |       | 54,2  | IM        |                  |
|                                               | Imperia est                                                  | 112   | 52    | IM        |                  |
|                                               | Imperia ovest                                                | 119   | 46    | IM        |                  |
|                                               | Area Servizio "Conioli"                                      |       | 38    | IM        |                  |
|                                               | Area Servizio "Castellaro"                                   | 123   |       | IM        |                  |
|                                               | Arma di Taggia                                               | 128   | 30    | IM        |                  |
|                                               | Sanremo                                                      | 136   | 19    | IM        |                  |
|                                               | Area Servizio "Bordighera"                                   | 143   | 15    | IM        |                  |
|                                               | Bordighera                                                   | 146   | 12    | IM        |                  |
|                                               | Ventimiglia Colle di Tenda - Cuneo Area Servizio "Autoporto" | 151,8 | 6     | IM        |                  |
|                                               | Barriera Ventimiglia-Fronteira                               | 151,8 | 6     | IM        |                  |
|                                               | Mentone - Monaco - Nizza Fronteira - França                  | 158,1 | 0     | IM        |                  |